# Colobothea brullei
Colobothea brullei es una especie de escarabajo longicornio del género Colobothea, categorizada en la tribu Colobotheini, de la subfamilia Lamiinae. Fue descrita por Gahan en 1889.

## Descripción
Mide 17-26 mm de longitud.

## Distribución
Se distribuye por Argentina, Bolivia, Brasil, Ecuador, Paraguay	y Perú.